# Black Pages
Black Pages ist ein 2009 gegründetes Fanzine-Projekt mit Sitz in Wien, Österreich.

## Programm
Black Pages ist ein regulär erscheinendes Künstler-Fanzine in einer Editionsauflage von 300. Es wird im A5-Format schwarz-weiß gedruckt und umfasst 20 Seiten. Für jede einzelne Ausgabe lädt Black Pages Künstler zur Zusammenarbeit ein.  Das Fanzine wird dann nach dem Vornamen des jeweiligen Künstlers benannt.
Black Pages ist ein Projekt mit Sitz in Wien und wird von den bildenden Künstlern Christoph Meier, Ute Müller und Nick Oberthaler herausgegeben.

## Ausstellungen, Vorträge, Präsentationen und Releases (Auswahl)
- 2009: Austrian Cultural Forum London[5]
- 2009: Vereinigung bildender Künstlerinnen Österreichs[6]
- 2010: Künstlerhaus Wien[7]
- 2011: Magazin, Vienna[8]
- 2011: Artist Lecture Series Vienna[9]
- 2012: Galerie Emanuel Layr, Wien[10]
- 2012: Galerie Kamm, Berlin[11]
- 2012: Schneiderei, Wien[12]
- 2012: Im Ersten, Wien[13]
- 2014: Neuer Wiener Kunstverein[14]
- 2014: Kunstverein in Hamburg[15][16]
- 2015: 356 S. Mission Rd., Los Angeles[17]
- 2017: Kunsthalle Wien[18][19]
- 2017: MUSA Museum Startgalerie Artothek, Wien[20]
- 2018: Salzburger Kunstverein[21]

## Künstler (Auswahl)
- Melanie Ebenhoch
- Heine Thorhauge Mathiasen
- Gene Beery
- Sandra Vaka Olsen
- Steinar Haga Kristensen
- Piotr Lakomy
- Anna Ostoya
- Titania Seidl
- Tea Moeller
- Heimo Zobernig
- Lone Haugaard Madsen
- Josef Dabernig
- Josef Zekoff
- Pepo Salazar
- Wilfrid Almendra
- Marius Engh
- Barbara Kapusta
- Benjamin Hirte
- Cäcilia Brown
- Samuel Richardot
- Sophie Nys
- Oliver Payne
- Philipp Fleischmann
- Otto Zitko
- Zin Taylor
- Lisa Ruyter
- Kate Levant
- Rebecca Morris
- Hayley Tompkins
- Adriana Lara
- Heinrich Dunst
- Toni Schmale
- Lisa Holzer
- Christian Mayer
- Sarah Lucas
- Nicola Pecoraro
- Dino Zrnec
- Anna Hofbauer
- Jean-Pascal Flavien
- Ingeborg Strobl
- Hans Schabus
- Sonia Almeida
- Nico Vascellari
- Manuel Burgener
- Gerwald Rockenschaub
- Klaus Weber
- Robert Jelinek
- Lutz Braun
- Astrid Wagner
- Noële Ody
- Klaus Schuster
- Tea Djordjadze
- Herwig Weiser
- Kris Lemsalu
- Jakob Lena Knebl und Markus Hausleitner
- Mekhitar Garabedian
- Jonathan Binet
- Karl Karner und Linda Samaraweerová
- Salvatore Viviano
- Lucie Stahl
- Sunah Choi
- Svenja Deininger
- Lawrence Weiner
- Tomas Kratz
- Udo Bohnenberger
- Alexandra Leykauf
- Alois Godinat
- Ezara Spangl und Rainer Spangl
- Lorna Macintyre
- Siggi Hofer
- Jannis Varelas
- Guillaume Pinard und Sasha
- Natalie Czech
- Roland Rauschmeier
- Christoph Bruckner
- Ursula Maria Probst
- Aurélien Porte
- Ben Washington
- Flora Neuwirth
- Constanze Schweiger
- Michael Gumhold
- Hugo Canoilas
- Andrea Witzmann
- Toby Ziegler